# کشتیرانی گردشی

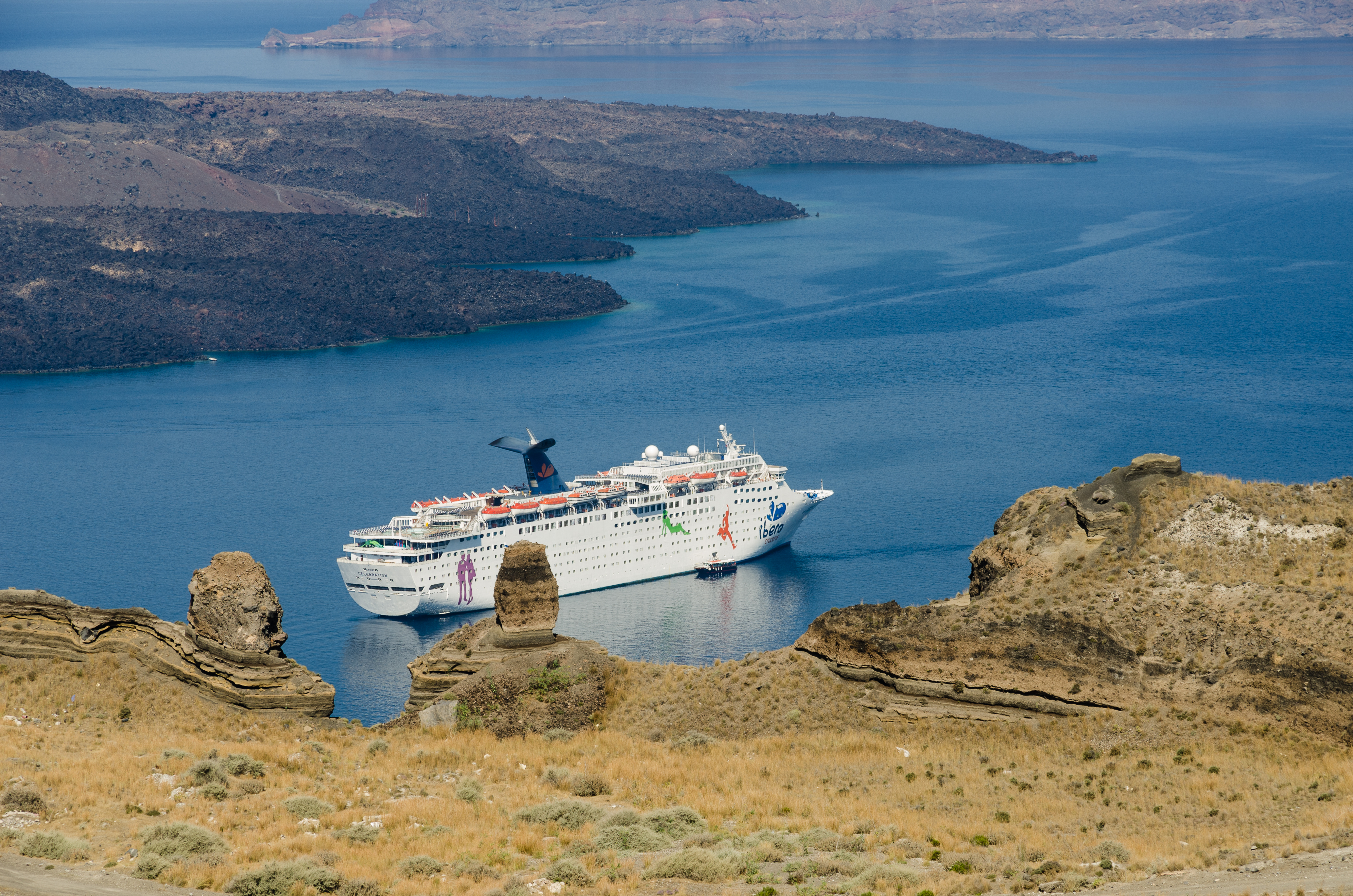
تصویر کشتیرانی گردشی

کشتیرانی گردشی یا خط کروز (انگلیسی: Cruise line) به شرکت‌هایی که در زمینه ارائه خدمات کشتی‌های گردشی فعالیت می‌کنند، اطلاق می‌گردد. خطوط کشتیرانی گردشی از خطوط مسافری که تنها در حوزه جابه‌جایی مسافر فعالند، کاملاً متمایز هستند، این گونه خطوط در دو زمینه ترابری و سرگرمی فعالیت می‌کنند. مدیریت کشتی‌های مسافربری برعهده ناخدای کشتی است، حال در کشتی‌های گردشی، کاپیتان کشتی همچون یک مدیر هتل فعالیت می‌کند و کارکنان کشتی به مهمان‌نوازی می‌پردازند.